# Història d'Occitània

Bandera històrica d'Occitània, utilitzada extraoficialment en molts territoris occitans

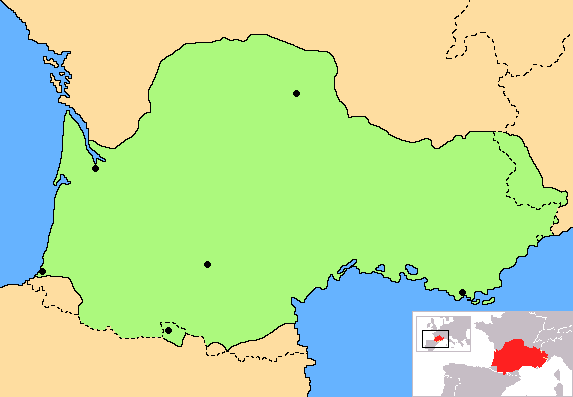
Mapa polític d'Occitània. Destacades amb punts negres les ciutats de Tolosa de Llenguadoc, Bordeus, Capbreton, Marsella, Viella i Clermont-Ferrand

La història d'Occitània és el conjunt d'esdeveniments històrics transcorreguts al territori conegut com a Occitània. Malgrat tot, no hi hagué mai cap estat o regne amb aquest nom; nom utilitzat al segle xx, sinònim del més tradicional però menys històricament correcte "País d'Oc". Aquesta història despunta dos fets transcendentals: la creació del Regne visigot de Tolosa l'any 475, el primer estat occità independent; i la batalla de Muret el 1213, que marca el començament del seu declivi.
Occitània, per mor de la seva posició geogràfica, sempre s'ha trobat en una cruïlla estratègica entre tota mena de corrents (essencialment grecs i llatins, orientals, nòrdics i evidentment mediterranis). Hereva de la cultura llatina i d'una part d'elements celtes, arribà a convertir-se en un dels centres neuràlgics de la cultura romànica a partir del segle ix. Va ser l'occità una de les llengües més primerenques a substituir el llatí en molts actes, documents, peces literàries i obres científiques. Així les primeres gramàtiques anteriors a la de Nebrija són occitanes (com per exemple les Leys d'Amors del segle xiv).
Els segles XI, XII i XIII foren l'època de major esplendor de la cultura i la política occitanes. El model d'occità escrit, gràcies a la seva cultura refinada i brillant, se situà com una mena de llengua vehicular a tot Europa, culturalment amb els trobadors i també política amb l'elaboració dels furs dels territoris catalanoaragonesos i navarresos, sense oblidar òbviament la influència que va exercir sobre la poesia en terres de llengua catalana fins a Ausiàs March.
Foren aquells segles l'època d'or de la literatura occitana, amb el naixement de la literatura trobadoresca i la seva extensió per la major part d'Europa occidental. Políticament, per la independència de fet i la prosperitat de molts dels territoris occitans (vegeu comtat de Tolosa, comtat de Foix, vescomtat de Carcassona, ducat d'Aquitània i comtat de Provença). Ara bé, aquesta època daurada es truncà ràpidament, ja que la unitat dels territoris occitans era de fet una unitat cultural i lingüística, però no política.
Amb l'excusa de lluita contra l'heretgia càtara, el rei de França Felip II, aliat al papa Innocenci III, va encetar la croada albigesa, contra els senyors occitans. L'exèrcit francès, liderat per Simó de Montfort, atacà i saquejà les principals ciutats d'Occitània, envaint així les terres del comte de Tolosa Ramon VI de Tolosa. El comte va reunir els seus aliats, entre els quals Pere el Catòlic, per a lluitar contra les tropes franceses. La batalla de Muret (13 de setembre de 1213) va significar el final de l'edat d'or de la cultura occitana amb la mort del rei català per una banda i sobretot la desfeta de les tropes occitano-catalano-aragoneses, amb el final de l'expansió catalana i aragonesa. El Llenguadoc passava així a esdevenir una dependència de la corona francesa. Entre mitjans del segle xiii i principis del segle xvii gairebé tots els territoris occitans foren incorporats a la corona francesa.
La llengua occitana va patir una forta persecució durant la Revolució Francesa, que instaurà el francès com l'única llengua oficial de la nova república i considerava l'occità com una llengua reaccionària de l'antic règim. La instauració de l'escola pública francesa i dels mitjans de comunicació francòfons van deixar la llengua autòctona ferida de mort. El nacionalisme occità sorgeix com un sentiment de greuge de les zones del sud de França provocat per la reestructuració econòmica i energètica empresa pel gaullisme durant els anys 60, que hauria donat prioritat a les més pròsperes zones del nord. Posteriorment, a partir de 1968 es dona un ressorgiment cultural occità que, combinat amb la protesta econòmica, desemboca en la dècada dels 70 en una reivindicació nacionalista que considerava que Occitània era una colònia interna de l'estat centralista francès. Els canvis en la conjuntura econòmica internacional en les següents dècades va desbordar l'explicació del colonialisme intern i, com altres moviments nacionalistes tant de la resta de França com d'Europa, l'eix central de la reivindicació va passar a ser la identitat cultural i el dret de les minories.

## Prehistòria
Occitània és un país ric en jaciments arqueològics antics i de gran importància. Està ben demostrat que el país ja estava poblat entre el 50000 i el 20000 aC, com ho mostren les troballes fetes el 1868 a Las Eisiás de Taiac (Salardès, Guiena), datades del Paleolític superior, i a Lo Mostièr (Dordonya), però les més importants són les de la cova de Cròs Manhon, que pertanyen a l'Homo sapiens sapiens, que ha donat nom a la subespècie cromanyó.
D'èpoques posteriors són les venus impúdiques de La Mota i l'Aujarià Bassa, així com les pintures rupestres de les coves de Las Combarèlas, las Caus (les més importants d'Europa després de la d'Altamira, investigades pel savi abat de Breuil) i la Font de Gaume, on també es trobaren estris obtinguts amb eines de percussió. També són datats del 26.000 aC els jaciments amb estris obtinguts pel treball de fulles i punxes d'Aurinhac (Comenges, Gascunya), que donen el nom a la cultura aurinyaciana, i de Graveta (Guiena), que donen nom a la cultura gravetiana o perigordiana.
Cap al 10000 aC aparegué la cultura mesolítica de Mas d'Azil (Arieja), que correspon a un poble de pescadors i caçadors que elaboraven micròlits.
Finalment, entre el 3000 i el 2000 aC es formaren les primeres cultures neolítiques de caràcter megalític al Cevenol, a Niça i a Chassey-Chalain (Las Martigas, Provença), relacionades amb les cultures megalítiques mediterrànies de Còrsega, Sardenya (els nurags) i les Balears (talaiots i navetes).

## Primers pobladors
Entre els primers pobladors coneguts del territori d'Occitània, podem distingir, d'una banda, tres grups de tribus, i d'altra, els colonitzadors grecs.

### Iberoaquitànics
Vivien de la ramaderia d'ovelles, vaques i cavalls. Ocupaven la zona compresa entre el Pirineu occidental, el marge esquerre de la Garona i l'Atlàntic; els de les valls pirinenques practicaven la transhumància cap a la península Ibèrica, i els de l'interior de la Gascunya vivien de l'agricultura del blat. Se sap que coneixien el ferro i treballaven l'or i l'argent com els tarbel·les de Chalossa. Mai no formaren cap unitat política abans de l'arribada dels romans, però tenien un fort sentit de la seva identitat d'origen, que posaven de manifest quan es veien en perill. Posidoni i Cèsar feien notar que s'assemblaven més als ibèrics que no pas als gals. Segons Gehrard Rohlfs la seva llengua, emparentada amb la dels jacetans, era intermèdia entre la dels vascons i la dels gals, per bé que actualment es postula que l'aquità era més aviat una mena de protobasc.
Les principals tribus n'eren:
- Sibuzates.
- Oscidates.
- Onesii amb centre a Onobriva (Luchon), als Alts Pirineus.
- Camponi.
- Tarbel·les a la Chalossa, i amb centre a Aquae tarbelliae (Dacs).
- Garumni a la Vall d'Aran i la conca de l'alt Garona, amb centre a Salardunum (Salardú).
- Bigerriones a la Bigorra.
- Vernani a les planes subpirinenques.
- Tarusates amb centre a Tartessium (Tartas).
- Ausci, els més nombrosos i coneguts, ocupaven les Lanes, Gers, Alt Pirineu i gairebé tota la Gascunya, amb centre a Illiberis (Auch). Del seu nom potser deriva l'actual Occitània i Aquitània.
- Elusates a la regió d'Armanyac, dominaven el Condomès (Gers).
- Lactorates a la Lomanha; la capital n'era Lactora (entre Gers i Tarn i Garona).
- Sotiates al nord del Condomès i el cantó de Nerac (Olt i Garona), amb centre a Sotium.
- Cocosates amb centre a Cocosa (entre Dacs i Bordeus).
- Vasates a les Landes.
- Convenae amb centre a Lugdunum (Sant Bertran de Comenge)

### Lígurs
Ocupaven el territori entre les actuals Marsella (Provença) i La Spezia (Ligúria). No se sap quan arribaren al país, potser des de finals del primer mil·lenni. Eren muntanyencs i mariners de parla indoeuropea de tipus mediterrani. La seva capital era a l'actual Entremont, vora Ais de Provença. I la tribu principal n'eren els sal·luvis, que vivien vora Marsella. Alguns noms geogràfics occitans d'origen lígur són Manosca, Tarascon, Venasca, Lantosca o Artinhosc.

### Celtes

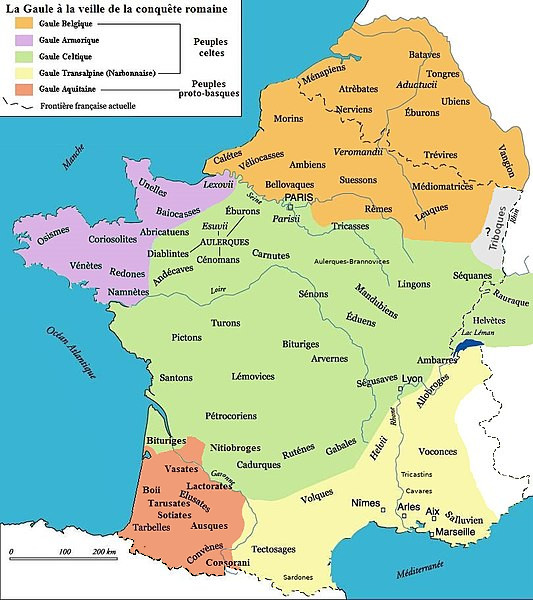
Mapa dels antics pobles de la Gàl·lia

També anomenats gals, del grup celta de parles indoeuropees, que s'establiren a Occitània aproximadament en el segle iv aC. Coneixien el ferro, ja que foren els difusors de la cultura de La Tène a gran part d'Occident. Tenien un sistema de clans i culturalment se semblaven als antics irlandesos, de manera que importaren a la Gàl·lia la cultura dels camps d'urnes. Les principals tribus n'eren: 
- Volques, que ocupaven el Llenguadoc i es dividien en tres grups de pobles: 
  - Arecomicis: tenien 24 ciutats, la principal de les quals era Nemassos (Nimes).
  - Tectosages, que ocupaven el territori entre les viles de Narbo (Narbona) i Julia Carcaso (Carcassona).
  - Tolosates als voltants de Tolosa de Llenguadoc.
- Al·lòbroges entre l'Isèra i el Roine, aliats amb els arverns; ocupaven la major part del Delfinat.
- Cadurcs a l'actual Carcinès i el sud-oest de l'Alvèrnia (departaments d'Olt i Tarn i Garona). La seva capital era Divona o Cadurci (Caors).
- Arverns, els més poderosos i coneguts, ocupaven el Puei Domat (on tenien el santuari), el Cantal, Clarmont i Sent Flor. La capital n'era Nemossos o Gergovia, avui Clarmont d'Alvèrnia.
- Lemovices: ocupaven la Cruesa i l'Auta Vinhana, i la seva capìtal era Augustoritorum (Llemotges).
- Belendi a la baixa vall de l'Arieja.
- Voconcis: vivien a la Gàl·lia Narbonensis, entre l'Isèra, Roine, Durença i els Alps. Les principals ciutats n'eren Vasio (Vaison), Lucus Augustii i Dea Augusta (Diá).
- Rutens: ocupaven les altes conques de l'Olt i el Tarn. La seva capital era Segodunum (Rodès).
- Bois a les Landes.

### Grecs
Arribats de Focea el 600 aC, fundaren la metròpoli de Massàlia (Marsella), que aviat esdevingué un gran centre comercial i contingué l'avenç dels cartaginesos i dels etruscs. Crearien factories a la Provença que esdevindrien ciutats com Arelate (Arle), Antipolis (Antíbol), Nicea (Niça) i Agathe (Agde). Més tard expandirien l'hel·lenisme a les Boques del Roine, i crearien noves factories a l'interior com Mastrabala (Sent Blais) i Glanon (Sent Bertomiu), tot formant una talassocràcia que dominaria des de la Ligúria fins a les costes de la península Ibèrica.

## Occitània romana
L'Occitània romana o provincia Narbonensis és el territori del golf de Lleó dominat pels romans des del 210 aC fins al 475.
Els romans s'enfrontaren als lígurs, establerts a l'actual Occitània, ja el 237 aC, quan volien impedir la pirateria a les costes toscanes, però no aconseguirien de sotmetre'ls fins al 14 aC.
El territori occità es trobà enmig de les aspiracions imperials tant dels romans com dels cartaginesos. El 218 aC el cartaginès Hanníbal travessà el territori occità per tal d'arribar a Itàlia, però topà amb la forta hostilitat de moltes tribus. El 154 aC els massaliotes van demanar als romans ajut contra els lígurs d'Entremont. A canvi, van donar suport als romans en totes les guerres púniques. Aquest fet va significar l'inici de la colonització romana del territori occità.
Així, el 120 aC s'organitzà la Provintia Narbonensis i es fundà l'actual Narbo (Narbona), encara que els romans respectaren la llibertat dels massaliotes. El 118 aC venceren els lígurs salis, allobreges i arvernis, dirigits per Bituitus, als marges de l'Isèra, i aprofitaren la caiguda d'Entremont per fundar sobre les seves runes la ciutat d'Aquae Sextiae (avui Ais de Provença). El 113 aC patiren la invasió dels cimbres i teutons, que assolarien tot el territori occità. El 105 aC els cimbris van vèncer els romans a Aurenja, però el 103 aC el cònsol romà Gai Mari els vencé a Aquae Sextiae i els obligà a marxar de la Gàl·lia.
Entre el 80 i el 72 aC esclataren les guerres civils a Hispània de Sertori, que també implicarien al territori occità, ja que després de la derrota del sertorià Hirtuleu a mans de Luci Manili, el territori esdevingué refugi dels sertorians fugits.
El 56 aC el triumvir Juli Cèsar envià Publi Cras a l'Aquitània contra els sotiates, raó per la qual es rebel·laren tant els aquitans com els càntabres. Poc després, el 54 aC, també es rebel·là contra els romans el cap dels arverns, Vercingetòrix, amb suport del cap Lecteri dels cadurcs i dels lemovices. Van destruir Avaricum i venceren Cèsar a Gergòvia, però cometeren l'error de tancar-se a la vila fortificada d'Alèsia, on foren assetjats i vençuts per Juli Cèsar el 52 aC. El seu territori fou incorporat a Roma i dividit entre la Gàl·lia Narbonesa, Aquitània i la Gàl·lia Celta.

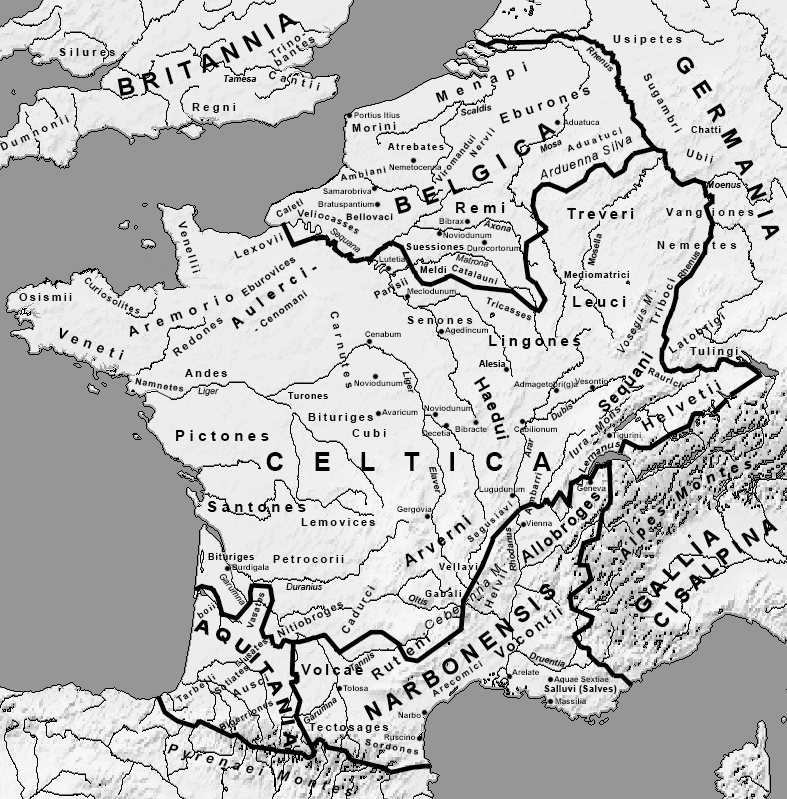
Divisió romana d'Occitània

Encara el 50 aC es revoltaren els cadurcs i Comm, cap dels atrèbats. Els romans, com a represàlia, destruïren Uxellodunum (Caors) i Narbo esdevingué metròpoli imperial. Però el 49 aC esclatà la guerra civil entre Pompeu i Cèsar. Els massaliotes cometeren l'error de posar-se de part del perdedor, Pompeu, i com a represàlia Cèsar destruí Massàlia i la incorporà directament a l'imperi, de manera que inicia la seva decadència.
Entre el 42 i el 31 aC Octavi August dominava la regió perquè li pertocava en el triumvirat. Mantingué l'estatut de ciutat lliure i federada per a Massília, i quan unificà tot l'Imperi romà, el 27 aC, va fer de la Gal·lia Togata Provintia Romana (d'ací Provença). Octavi August va dividir Occitània en dues parts:
- Aquitània, que ocupava les actuals Gascunya, Perigord, Carcin, Coserans, Llemotges, gran part de Guiena, el Peiteu i Alvèrnia. Limitava amb l'Aunis i la Saintonge. Estava dividida en tres parts:
  - Aquitania Prima, amb capital a Avaricum (Bourges), fora de l'actual territori occità,
  - Aquitania Secunda, amb capital a Burdigala (Bordeus),
  - Aquitania Tertia o Novempopulania, a l'actual Gascunya.
- Gallia Narbonensis, amb capital a Narbo Martius (Narbona), també fou anomenada Provintia amb les viles d'Arausio (Aurenja) i Vienna (Viena del Delfinat). Més tard fou dividida en quatre sectors amb centres a Tolosa de Llenguadoc, Massília i Aquae Sextiae.

Cap al 22 aC la Gàl·lia Narbonesa fou proclamada Provincia Senatorial, i cap al 16 aC Aquitània fou proclamada Provincia Imperial. S'hi van fer importants obres d'infraestructura, com la Via Dolomitia, acabada el 120, vital per a passar cap a la península Ibèrica.
Des del 212, gràcies a l'edicte de Caracal·la, tots els habitants de l'Imperi Romà esdevingueren ciutadans romans. Alhora, des del 260 el territori occità es va veure embolicat en totes les lluites internes pel domini de l'Imperi romà. D'aquesta manera, el 259 Pòstum I s'hi proclamà emperador. Vencé tant els bàrbars com el rebel Ulpi Corneli Lelià, i conquerí Magúncia. Però fou assassinat el 269 per un dels seus soldats. Va intentar succeir-lo Gai Tètric (269-273), cap de les tropes a la Gàl·lia, però no aconseguiria dominar la Narbonensis ni el sud d'Aquitània. El 268 Victori també s'hi va proclamar emperador.
Cap al 293 l'emperador Dioclecià decidí descentralitzar l'imperi i dividir l'antiga Gàl·lia en dues; d'aquesta manera va crear la Diocesis Viennensis, que unia les tres Aquitànies i les quatre Narbonensis (Narbo, Arelate, Viennensis i Aquae Sextiae), raó per la qual també fou anomenada Septem Provinciae (d'ací Septimània). La capital n'era Vienna i era governada per un vicarius.
Tanmateix, el mateix any Constanci I (293-306) la incorporà als seus dominis de Gàl·lia i Britànnia, amb seu a Eboràcum (actual York). Però el seu fill i successor, Constantí I (306-337), la incorporà a l'imperi i va impulsar-hi la difusió del cristianisme. Els seus successors, Flavi Claudi Constantí (337-340), Constant I (340-350), Magnenci (350-353), Constanci II (353-361) i Julià l'Apòstata (361-363) comptaren amb la Diocesis Viennensis entre els seus dominis, com ho farien els seus successors Valentinià I (363-367), Gracià (367-383) i Valentinià II (388-392). El seu successor, Teodosi I, va dividir el 395 l'imperi entre els seus fills Arcadi i Honori II. La Diocesis Viennensis passaria a formar part de l'Imperi Occidental, deixat a Honori, i Arelate (Arle) esdevindria seu imperial en comptes de Roma.

## Caiguda de l'Imperi romà
Després de la caiguda de l'Imperi Romà d'Occident, els francs van crear el Regne franc sota la dinastia merovíngia, i volien expulsar els visigots de la Gàl·lia pel seu arrianisme. Ajudat pel clergat catòlic i les poblacions gal·les dominades pels arrians visigots i burgundis, i induït per la seva dona Clotilde de Borgonya, que volia venjar el seu pare Khilperic II de Burgúndia, Clodoveu I va decidir-se a atacar el Regne de Burgúndia el 500.
Després de la seva derrota a la batalla de Dijon, Gundebald abandonà Dijon i fugí al sud, perseguit per Clodoveu i Godegisil; i deixà Lió i Viena del Delfinat a Clodoveu, i finalment el va esperar a Avinyó, on va ser encalçat, i hi signà la pau a canvi de fer-se tributari i cedir Viena del Delfinat al seu germà. Però fou finalment derrotat i mort pel seu rival quan aquest va atacar la capital el 502.
Temerós que la inestabilitat a la Gàl·lia s'estengués a Itàlia, Teodoric el Gran va enviar un exèrcit a la Provença el 508 comandat per Ibba per assegurar la frontera a l'est del Roine i el sud del Durance, i prengué Marsella.

## Formació de l'occità

Mapa cronològic que mostra l'evolució territorial de les llengües del sud-oest d'Europa, entre les quals apareix l'occità

L'occità és la llengua més central de les llengües romàniques; a conseqüència d'això, mentre les influències exteriors han anat incidint sobre la perifèria lingüística romànica, aquesta zona central ha anat rebent menys influències, i així ha nascut l'occità. Una altra hipòtesi sobre el naixement de l'occità és que fou una llengua vehicular entre tota la gent de les àrees veïnes. En qualsevol cas l'occità deu haver estat influenciat per circumstàncies úniques (pel que fa a Europa) com són:
- L'estructura orogràfica: l'occità és blocat a totes bandes per barreres naturals: la mar Mediterrània, l'oceà Atlàntic, els Pirineus, el Massís Central i els Alps.
- Abundància de zones poc propenses a l'agricultura, la qual cosa va influir decididament en el no-establiment de colònies estrangeres en l'antiguitat.
- La immobilitat dels pobles prehistòrics de la zona, la qual cosa hi generà un substrat prou homogeni.
- Una menor celtització que les zones veïnes.
- Una antiga i llarga romanització.
- Una feble germanització.

## Època d'or d'Occitània

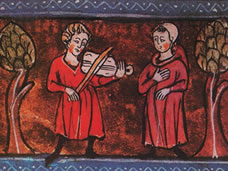
Trobador

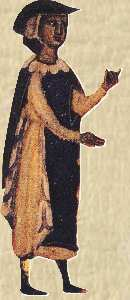
Bernart de Ventadorn, trobador medieval occità segons un manuscrit del sobre la música trobadoresca

Els segles XI, XII i XIII foren l'època de major esplendor de la cultura i la política occitanes. El model d'occità escrit, gràcies a la seva cultura refinada i brillant, se situà com una mena de llengua vehicular a tot Europa, culturalment amb els trobadors i també políticament amb l'elaboració dels furs dels territoris catalanoaragonesos i navarresos, sense oblidar òbviament la influència que va exercir sobre la poesia en terres de llengua catalana fins a Ausiàs March.
Foren aquells segles l'època d'or de la literatura occitana, amb el naixement de la literatura trobadoresca i la seva extensió per la major part d'Europa occidental. Políticament per la independència de fet i la prosperitat de molts dels territoris occitans (vegeu comtat de Tolosa, comtat de Foix, vescomtat de Carcassona, ducat d'Aquitània i comtat de Provença). Ara bé, aquesta època daurada es truncà ràpidament, ja que la unitat dels territoris occitans era de fet una unitat cultural i lingüística, però no política.
Amb l'excusa de la lluita contra l'heretgia càtara, el rei de França Felip II, aliat al papa Innocenci III, encetà la croada albigesa contra els senyors occitans. L'exèrcit francès, liderat per Simó de Montfort, atacà i saquejà les principals ciutats d'Occitània, i envaí així les terres del comte Ramon VI de Tolosa. El comte va reunir els seus aliats, entre els quals Pere el Catòlic, per lluitar contra les tropes franceses. La batalla de Muret (13 de setembre de 1213) significà el final de l'edat d'or de la cultura occitana amb la mort del rei català per una banda i sobretot la desfeta de les tropes occitano-catalanoaragoneses, amb el final de l'expansió catalana i aragonesa. El Llenguadoc passava així a esdevenir una dependència de la corona francesa. Entre mitjan segle xiii i principis del segle xvii gairebé tots els territoris occitans foren incorporats a la corona francesa.

## L'arrelament del catarisme a Occitània
La solidaritat entre els poders laics i l'Església no es donà a Occitània. L'aplicació radical de la reforma eclesiàstica duta a terme a finals del segle xi pel papa Gregori VII, tendint a separar l'Església del domini laic, va fer que a Occitània, al contrari de França, el nomenament de càrrecs eclesiàstics es realitzés sense cap mena d'intervenció dels laics; així, no havent-hi contactes entre els poders nobiliaris i els clericals, foren freqüents els conflictes entre les autoritats eclesiàstiques i els grans senyors: el comte Ramon VI de Tolosa (1194-1222) estigué en pugna permanent amb els bisbes de Carpentras, Vaisson i Agen, com també amb els abats de Moissac, Montalbà i Sant Gil; Ramon Roger Trencavell s'enfrontà repetidament amb l'abat de La Grassa, a les Corberes, igual com el comte de Foix entrà en conflicte amb l'abat de Pàmies; d'altra banda, els petits clans aristocràtics –els senyors dels castells de la zona de la Muntanya Negra, o del massís de les Corberes, al límit amb Catalunya- disputaren a l'Església el control dels delmes de les parròquies dels seus dominis.
L'Església catòlica no disposà a Occitània d'una organització eficaç; així, la diòcesi de Tolosa era un territori immens, on hauria calgut l'actuació d'equips actius de clergues, que el bisbe no pogué estructurar a conseqüència de la manca de mitjans, provocada perquè nobles laics havien acaparat els delmes de les parròquies. D'altra banda, l'atractiu, a Occitània, de l'Església càtara entre les dones fou, en gran part, per l'absència de monestirs o convents femenins a les diòcesis de Sant Bertran, Sant Lazier, Agen, Carcassona o Tolosa; així, quan, en una família nombrosa, es decidia encomanar una filla a una institució religiosa per alimentar-la i educar-la, calia recórrer, gairebé sempre, als càtars, entre els quals les dones podien accedir també a la categoria de clergues.
La disgregació del poder tolosà s'inicià arran de la partida cap a Terra Santa del comte Ramon IV el 1096; el 1177, el comte Ramon V, del tot fidel al catolicisme, escrigué al capítol del Cister, demanant ajuda per combatre l'heretgia als seus dominis, cosa que ell es veia incapaç de fer. Aquesta impotència del comte resulta comprensible: a finals del segle xii i principis del xiii, al comtat de Tolosa existien vescomtats independents -Nimes, Agde, Montpeller o Narbona-, com també escapaven al poder del comte dominis de bisbes i abats; a més, algunes ciutats havien aconseguit constituir-se en règim comunal, ço és, en autogovern municipal al marge de qualsevol altre tipus d'autoritat, com fou el cas de Tolosa, Montalbà, Sant Antoní, Gaillac, Muret, Carcassona, Montpeller, Narbona i Nimes, els governs municipals de les quals, per marcar la seva independència respecte dels senyors i de l'Església, protegien tots els seus habitants, encara que poguessin ser heretges.
Per tot això, el catarisme arrelà a Occitània, sobretot a les regions de Tolosa, Carcassona i Albi; a la ruralia, més que a les ciutats: el bisbe càtar de Tolosa, en realitat, residia a La Vaur, i el d'Albi a Lombers; també va haver-hi bisbat càtar a Carcassona. A Besiers, la presència càtara fou minoritària, i a Narbona i Montpeller, els mateixos escriptors catòlics reconeixen que no hi havia heretges. Així, des dels seus principals bastions –les àrees de Lombers i La Vaur, a la regió d'Albi, i el Lauragès, a prop de Carcassona- el catarisme s'expandí cap al Garona mitjà i el Pirineu, fins a arribar a Catalunya, on Jordi Ventura troba nuclis càtars al Rosselló, a l'àrea nord-occidental des d'Urgell, on el vescomte Arnau de Castellbò fou dualista, fins a Berga i, dins de la Catalunya Nova, a Lleida i al Priorat; tot i així, al concili càtar de Pieusa, celebrat el 1226, va nomenar-se Pere de Corona diaca per a Catalunya, sota l'autoritat del bisbe de Tolosa; per tant, malgrat la seva importància, no va haver-hi cap nucli càtar català amb prou volada com per constituir-se en bisbat.
A Occitània, l'arrelament del catarisme durant els segles xii i xiii no significà pas la conversió massiva de la gent a la fe dualista, sinó la perpetuació d'una situació de coexistència de les dues esglésies cristianes rivals –la catòlica i la càtara-. En aquella època, hi hagué unes quantes persones identificades clarament amb una de les dues opcions religioses, mentre que la majoria de la gent mostrava, sense decantar-se mai en exclusiva per una de les dues esglésies, una actitud eclèctica, buscant només algú que els oferís un exemple de vida cristiana, d'acord amb les seves exigències espirituals, insatisfetes sovint per l'Església catòlica, allunyada dels ideals evangèlics a causa de la seva riquesa i poder, i representada, sovint, per uns sacerdots ignorants, ineptes i dissoluts, incapaços, gairebé sempre, de rebatre els arguments dels predicadors càtars; els quals, a més d'estar dotats d'una bona formació teològica, per la seva pobresa material, donaven exemple de vida evangèlica. Així, a Occitània, segons explica Labal, l'Església càtara va poder funcionar amb total llibertat, i els seus adeptes podien integrar-se, sense cap problema, en la societat, tal com es desprèn de les actes del concili catòlic de Tours (1163), en què es condemna els qui acullin heretges a les seves terres o hi tinguin relacions comercials.

## Croada contra els albigesos
La croada contra els albigesos fou una campanya militar de grans dimensions iniciada per l'Església catòlica per perseguir i eliminar el catarisme a Occitània durant la primera meitat del segle xiii, durant uns 35 anys al llarg dels quals l'avenç croat tingué diversos ritmes. Les causes en foren complexes però el detonant final fou l'assassinat del legat papal Pere de Castellnou a Sant Geli, motiu que prengué el papa Innocenci III per declarar l'inici per primera vegada d'una croada en contra d'altres cristians, en terres catòliques. Una de les principals conseqüències polítiques en fou l'eixamplament del domini dels Capets sobre el que actualment és França, eliminant el domini dels nobles occitans i frenant l'expansió política dels catalans vers el Llenguadoc.

## Occitània delseglexival XVII: incorporació a França
La història d'Occitània dels segles XIV al XVII es caracteritza per la resistència a la lenta però inexorable incorporació a França i a la pèrdua dels seus estats.

### El Llenguadoc
Després de la desfeta dels càtars, el país restà delmat i arruïnat. El 1295 els burgesos de Carcassona iniciaren una protesta comandats pel francès Bernard Delicieux, però aquest fou empresonat i com a resposta el 1296 hi nomenaren un lieutenant du roi. Abans del conflicte, el Llenguadoc tenia aproximadament un milió d'habitants, i la ciutat de Tolosa uns 20.000.
El nom de Languedoc apareix a finals del segle xiii a les actes de les administracions reials franceses per designar les regions Partes Occitaniae Linguae obtingudes pel tractat de Meaux del 1229 i el comtat de Tolosa incorporat a França el 1271 a la mort d'Alfons de Poitiers, gendre de Ramon VII de Tolosa. El Llenguadoc es repartia en tres senescalies: Carcassona, Tolosa i Bellcaire, i incloïa el territori comprès entre el Roine i la Garona tolosà, amb el Velai, fins a Catalunya. Més tard, es crearen noves senescalies: Roergue, Alvèrnia, Carcin i Albigès.

El Regne de França en el segle XV

Entre el 1302 i el 1305 una gran fam sacsejà el país, i el 1306 en foren expulsats els jueus, la qual cosa agreujà la crisi econòmica. El 1321 també fou cremat a la foguera a Vila-roja de Tèrmens (Narbona) el darrer predicador càtar, Guilhem Belibasta, la qual cosa significà la desaparició definitiva d'aquesta església a Occitània.
El 1348 el país patí una forta epidèmia de pesta negra procedent de Provença. Fins aleshores, al camp hi havia superpoblació, terres en estat de penúria i empetitiment de les viles, així com escassetat de mà d'obra, que comportava una economia de subsistència. Després de la plaga, es desertitzà l'interior del país i es reduí l'agricultura, alhora que apareixia el bandidatge endèmic (grups com els pastorèls). A causa de l'epidèmia de la pesta, el 1343 Albi tenia 2.669 focs i baixaria a 1.200 el 1357; Tolosa tenia 30.000 habitants el 1335 i baixaria a 26.000 el 1385, a 20.400 el 1398 i a 19.000 el 1405.
D'altra banda, durant els anys 1357 i 1358 el territori fou arrasat per la Grand Copagnie de l'arxipreste Arnaud de Cervole amb l'excusa d'atacar els anglesos a la Guiena, mentre que Rodrigue de Villandrando ocupà Alvèrnia. Aquest fet provocaria el 1360 la revolta dels tuchins a Alvèrnia i Llenguadoc, pagesos i artesans tips dels impostos i dels bandolers anglesos i francesos que atacaren les viles i castells dels nobles. El 1380 fou enviat per reprimir-ho l'exèrcit del duc de Berry com a lloctinent reial del Llenguadoc, fet que aprofitaria la vila de Tolosa per revoltar-se contra l'autoritat reial. El 1382 fou sufocada la revolta a tot el Llenguadoc, i la vila de Tolosa fou multada pel rei amb 800.000 francs d'or.
En general, el Llenguadoc donà suport als borgonyons contra el rei de França, però el 1420 decidieren canviar l'aliança i donaren suport a Carles VII de França. En agraïment, aquest els concedí uns Estats Generals amb separació els de Llengua d'Oc dels de Llengua d'Oïl. El 1444 aquest parlament s'instal·là a Tolosa, però redactava les actes en francès, i el 1478 s'instal·laria definitivament a Montpeller.
El 1440 s'instal·là a Montpeller el mercader Jacques Coeur, visitador de les gabelles i comissari dels Estats del Llenguadoc. Inicià el comerç amb la Mediterrània amb roba de Normandia i Anglaterra, teles d'Holanda, sedes, orfebreria, espècies i cotó d'Orient. El 1450 s'instal·là a Marsella, època en què els francesos iniciaren la colonització econòmica al Baix Carcin, Roergue i Llemosí. Endemés, el 1463 un incendi devastà la ciutat de Tolosa, raó per la qual fou reorganitzada urbanísticament.
El 1510 Pèire Lancefoc (mort el 1519) de Tolosa creà l'Associació Lancefoc-Cheverry-Serravère per tal de desenvolupar la indústria del pastís, que fou força important durant el període del 1515 al 1540 a la zona del Lauraguès fins a l'Albigès. Se'n feien pans (cocanhas) i tintura blava, la qual va moure un comerç força important a Tolosa i Bordèu. El 1549 fou creada la Borsa de Tolosa, representativa de la forta embranzida econòmica produïda al país durant el segle xvi: els telers de Rodès i les monedes i orfebreria de Vilafranca, per exemple. Tanmateix, la introducció de l'indi americà en provocaria el declivi, i a la llarga la ruïna dels nous burgesos occitans, que serà la causa de l'endarreriment econòmic i de les nombroses revoltes que se'n produïren en aquest segle i el següent.
Des del punt de vista religiós, el 1555 s'establiren els jesuïtes al país, alhora que els protestants obriren escoles a Nimes (1561), Aurenja (1573), Dia (1603), Montpeller i Montauban.

### Incorporació de la Provença
El 1481 Carles III d'Anjou vengué els seus drets sobre la Provença al rei de França, però fins al 1487 els Estats Generals no van votar la incorporació a França, i quan ho van fer, ho feren segons el model confederatiu que garantia el manteniment de l'autonomia. D'aquesta manera, el 1501 es creà a Ais un parlament que obtenia poders jurídics, polítics i fiscals a Provença, però, això sí, amb funcionaris francesos.
Del 1524 al 1544 fou atacada per l'emperador Carles V, que el 1524 entrà a Ais i assetjà infructuosament Marsella. Després d'aquest fet, Francesc I de França castigà els provençals que s'hi havien sotmès. El 1527 Carles V atacà de nou per mar, i el 1536 fins i tot desembarcà a Ais per proclamar-se rei d'Arle, però tornà a fracassar davant Marsella.
Per l'edicte de Jovainville del 1555, se suprimiren els jutjats de primera instància del comtat, i el país fou dividit en senescalies, a l'estil francès, alhora que se'n limitava l'exercici del poder parlamentari. Finalment, el 1547, el rei de França sancionà definitivament la unió francoprovençal. El 1552 fou nomenat un tresorer reial a Ais, seu dels Estats Provençals, i el 1555 la Cambra d'Ais esdevé Tribunal de Comptes.
Però aquestes mesures xocaren amb les ànsies particularistes del consolat de Marsella. D'antuvi la noblesa provençal, dirigida per Cristina Daguerre, comtessa de Saut, el 1589 cridà Carles Manuel I de Savoia, que fou nomenat comte de Provença en nom de la Lliga Catòlica amb el suport del Parlament d'Ais per oposar-se a Enric IV de França, protestant. Tanmateix, el 1590 Enric IV es convertí al catolicisme, i el moviment s'esvaí. Així i tot, el 1591 es produí la secessió del Consolat de Marsella, que es proclamà República, amb el suport de Castella, i dirigida pel proclamat dictador Carles Calsaulx, cap de la Lliga Catòlica, que ordenà instal·lar una impremta oficial i feu venir Mascaron d'Avinyó. D'aquesta manera s'editarien alguns clàssics provençals. El Consolat marsellès resistí fins a l'assassinat de Calssaux el 1596. Quan es van rendir, Enric IV va suprimir el consolat i la ciutat de Marsella fou ocupada pel governador francès Guillaume du Vair.
Niça, en poder dels Savoia, el 1543 fou assetjada per francesos i turcs perquè era aliada de l'imperi, i resistí l'intent d'ocupació mercè l'aixecament ciutadà dirigit per Caterina Segurana. Com a llengua, el 1562 s'hi imposaria l'italià, malgrat l'edició d'un diccionari occità per Joan Badat (1516-1567). I finalment, el 1588 Joan de Breuil infeudaria Niça a Savoia de manera que conservaria les llibertats, franquícies i llengua pròpia, encara que influïda per l'italià, fins a començaments del segle xix.

## Persecució lingüística durant la Revolució francesa
Per acabar de donar el cop de gràcia al país, només faltava atacar la llengua. Ja el 17 de juny del 1789 l'Assemblea Nacional declarà la "unitat nacional de França", a proposta del gascó bigordià Bertrand Barère de Vieuzac, que endemés proposà que la llengua oficial només fos el francès.
Fins aleshores, el francès era la llengua de l'administració, i les altres llengües eren discriminades, però no pas objecte de persecució sistemàtica. Fins i tot a alguns reis els agradava de portar intèrprets a les províncies. La primera proposta partiria de gent del país, com Charles-Maurice de Talleyrand-Périgord, bisbe d'Autun, que en un Rapport sur instruction publique afirmava que calia implantar als ciutadans uns nous sentiments, uns nous costums, uns nous hàbits. El decret del 14 de gener del 1790 promovia la traducció i la difusió de missatges a les llengües no estatals, en què destacaria el llenguadocià Dugàs, redactor de Le point du jour. Però se li oposà el gascó Barère de Vieuzac, que va fer públic un informe del 27 de gener del 1794 en què afirmava que el feudalisme i la superstició parlen baixbretó, l'emigració i l'odi a la república parlen alemany, la contrarevolució parla italià, i el fanatisme parla basc.
Per acabar-ho d'adobar, el 8 d'agost del 1793 l'abat lorenès Henri Grégoire, bisbe de Blois des del 1791 i que odiava els occitans, sobretot els provençals, presentaria a la convenció el Rápport sur la necesité et les moyens d'anéantir les patois et universaliser l'use de la langue française, en què tracta les llengües locals amb un menyspreu sense precedents fins aleshores, i en proposa la virtual eliminació per "contrarevolucionàries i reaccionàries". Així, el 12 de maig del 1794 el Consell Municipal de Marsella prohibeix la representació de peces de teatre en provençal perquè la unitat dels francesos ha d'existir fins i tot en el llenguatge, i alhora fa suprimir les Acadèmies Occitanes.
Un cop acabat el Terror, la política de persecució lingüística contra els nous dimonis, els occitans, va continuar. El 27 de gener del 1794 el francès esdevé per decret l'idioma obligatori en tots els actes públics, mentre que el 4 de juny l'ús de l'occità és prohibit en els actes públics. Endemés, en l'informe del 9 de juliol del 1794 el delegat del Departament del Var qualifica l'occità de jargó estrafolari d'aquesta contrada. Endemés, el 4 de juny del 1794 es van fer públiques les propostes de l'informe de Grégoire, de manera que es proposa l'ús exclusiu del francès en les discussions municipals, així com la modificació dels rètols i noms dels carrers.
Després, un cop acabat el Terror, la pressió afluixaria. El 25 d'octubre del 1795 el foixenc Josèp Lakanal va canviar hàbilment el sentit de la llei d'ensenyament del francès perquè no hagués de ser expressament en francès. Endemés, la república d'aleshores no disposava ni de diners ni dels efectius humans per tal de dur-ho a terme… en aquest segle.

## Situació jurídica dels occitans a França a començament delseglexix
Del 1800 al 1804 fou elaborat el Codi Napoleònic, en el qual participarien el montpellerí Jean-Jacques de Cambacères (1753-1824), aleshores ministre de Justícia, i el provençal Jean-Étienne Portalis (1746-1807), aleshores ministre de Cultes. La seva aplicació suposaria la desaparició definitiva del dret occità, d'origen romànic i visigòtic i de caràcter escrit, mentre que el dret francès era de caràcter germànic i consuetudinari. El dret occità es basava en la màxima "cap senyoria sense títol" i tenia un dret marítim propi influït pel català (Roles o Judicis d'Auloron).
D'aleshores ençà, les elits occitanes, alienades lingüísticament i política, comprometeran el seu futur amb el de l'estat, i en controlaran la institució, però no sabran o no podran orientar-la en profit propi. La industrialització i modernització de França serà, en part, obra de ministres occitans, però només servirà per accentuar la dependència del Midi i el desequilibri econòmic a favor del nord.
D'aquesta manera, el segle xix occità es caracteritzarà per la incapacitat d'estructurar-se socialment i ideològica, i pel refús de proposar una reivindicació nacional clara i precisa. També anirà perdent pes específic dins França, ja que si bé el 1801 la població occitana suposava el 28% de l'estat francès, cap al 1975 haurà baixat al 22,5%.
El 1825 el provençal Honoré-Charles de Reille (1775-1860), antic mariscal bonapartista, fundaria la Compagnie de les Mines, Fonderies et Forges d'Alès i començà a extraure carbó a La Sala. El 1826 el girondí Elie de Decazes-Glucksberg (1780-1860), antic ministre de Lluís XVIII, fundà la Sociéte des Houlleries d'Aveyron i creà el complex de Decazeville a La Sala (Avairon), de manera que el 1840 produiria 12.000 tones anuals de carbó.

## Elregionalismeoccità
La segona meitat del segle xix serà la gran oportunitat perduda per a la formació d'un nacionalisme (o regionalisme occità). El felibre oficial va adoptar un to polític conservador, literari, elitista i sectari, dominat fins al 1891 pel corrent reaccionari legitimista de Josèp Romanilha, reialista nostàlgic de la societat preindustrial, però d'inspiració girondina i positivista. També era ambigu en l'abast geogràfic, centrat a la Provença i en la prioritat del dialecte rodanenc. I les apel·lacions a la descentralització territorial tenien una referència vague i oscil·lant entre tot el Midi i l'antic comtat de Provença, del qual en crearien el cor de la Gran Provença que englobaria tot el Midi. Tanmateix, mai no gosaren plantejar reivindicacions independentistes, al contrari dels nacionalistes bretons i corsos, i l'amistat occitanocatalana no es concretà mai en una petició política concreta.

## Occitània de 1900 a 1940
Tres fets marcaren l'evolució occitana en aquesta primera meitat de segle: la Guerra del 1914, l'escola pública francesitzadora, i la manca d'una estructura econòmica pròpia.
D'una banda, el 1897 un llenguadocià de Muret, Clément Ader (1841-1925), fabricà el primer avió a Tolosa de Llenguadoc. Ja el 1866 n'havia creat un prototip, l’Éole, amb motor de vapor, que s'alçaria per primer cop el 1890. El 14 d'octubre del 1897 fou provat al camp de Satory (Versalles) i rodà 60 metres, recorregué 150 més en vols curts i 300 més en ple aire. Mantingué una certa disputa sobre la paternitat de l'invent amb els germans Wright, que l'enregistraren abans. Tanmateix, fou el precursor de l'aviació a Europa, i facilità que entre el 1914 i el 1918 el jove empresari tolosà Laticoère hi construís avions militars, alhora que amb Didier Saurat fundaria a Tolosa anys més tard l'Aeropostale, primera empresa de transport aeri amb Sud-amèrica via Barcelona, Alacant, Casablanca i Dakar.
D'altra banda, la Guerra del 1914-1918 no sols enrolà a files la flor i nata del jovent occità (com del jovent bretó i cors, duts a primera fila com a carn de canó, que provocaria el 1917 un fort moviment de desercions massives), sinó que també xuclà els recursos naturals del país, sobretot el carbó del Massís Central. El 1916 es fundaria Charbonneries de Barjac, a Gard, vora Alès, per tal de potenciar l'explotació de carbó. Però després del 1920 se n'iniciaria la davallada. La porcellana de Llemotges, que emprava 8.000 treballadors el 1920, només n'emprarà la meitat el 1938. Endemés, els dos principals bancs locals occitans, la Banque Castelnau de Montpeller i la Banque Gaidan de Nimes, s'enduran el capital a París, iniciant així la descapitalització regional, que a la llarga provocarà la manca d'inversions pròpies. Tanmateix, el 1924 es fundaria a Tolosa l’Office Nationale Industriel de l'Azote, sector químic estatal, que des d'aleshores serà l'únic que, de vegades, invertirà al país.
Per altra banda, el 1936 s'establiren 36.000 italians a Gers i Olt i Garona, gent que no aprendrà occità i accelerarà a la llarga el procés de substitució lingüística.
Alhora, els polítics occitans ja eren plenament integrats en la política francesa, i dels seus orígens occitans en van fer un simple aspecte folklòric. Aquest fou el cas de Theòphile Delcassè (1882-1936) de Pàmies, ministre d'Afers exteriors el 1914-1915, de Marina el 1911-1913, i de Colònies el 1893-1895; del llemosí Marie François Sadi Carnot (1837-1894), president de la república del 1887 al 1894; del provençal Gaston Doumergue (1863-1937) del Parti Radicale i president de la república del 1924 al 1936; del també provençal Edouard Daladier (1884-1970), radicalsocialista cap de govern el 1934 i 1938-1940 i ministre de Guerra el 1932 i el 1936-1937 i d'Obres públiques el 1930-1931, de trist record per ser el signatari francès del pacte de Múnic del 1938, i que el 1943 fou deportat a Alemanya pels ocupadors nazis; i el mariner gascó Jean-François Darlan (1881-1942) almirall el 1929 i cap de la flota francesa el 1939, que el 1941-42 fou vicepresident del govern de Vichy fins que marxà a Alger i es posà de part dels aliats, fins que fou assassinat.
Quant a la cultura occitana en francès, en aquells anys tingué com a màxims exponents el provençal Jean Giono (1895-1970), autor de la Trilogie de Pan (1926-1930), en què canta al subdesenvolupament occità sense donar, però, els noms dels responsables, en un francès ple de provençalismes, i en lloa les virtuts del món rural contra el maquinisme i el món urbà. També n’és destacable el director de cinema provençal Marcèu Panhol (1895-1974), amb evocacions costumistes de Marsella de la trilogia de films Fanny (1932), Marius (1931) i César (1937), però que no reeixí en l'intent de crear un cinema nacional, encara que fos en francès, ja que uns altres directors, com el llenguadocià Louis Feuillade (1874-1925), autor de films com Les vampires (1915), La vie telle qu’elle est (1911-1913) i Fantômas (1913-1914), o el gascó Louis Delluc (1890-1924), autor dels films Fièvre (1921), L'inoundation (1924) o Le femme de nulle part (1922), van fer la seva producció a París. D'altres autors en francès de gran renom foren els poetes provençals René Char (1907-1988), amb els llibres Seull de meurent (1945), Les matinaux (1950) i Lettera amorosa (1953), i Paul Valéry (1871-1945), considerat com a gran glòria de les lletres franceses, autor dels poemes Le cimetière marin (1920), La jeune parque (1917) i Variété (1924-1944), diàleg de caràcter socràtic. Després de la guerra en destacaria el nimenc Jean marie Le Clézio (1940), defensor, però, de les llengües minoritàries, i autor de Le procés verbal (1963), Le fièvre (1965), Le déluge (1966) i Le livre des fruites (1969).
D'altra banda, la geografia humana regional fundada per Paul Vidal de la Blache tingué continuadors occitans, com el tolosà Jean Brunhes (1869-1930), autor de la Geographie humaine de la France (1926-1930), i el llemosí Pierre Deffontaines (1894-1878), membre de l'Institut d'Estudis Catalans.

## Occitània sota el règim de Vichy

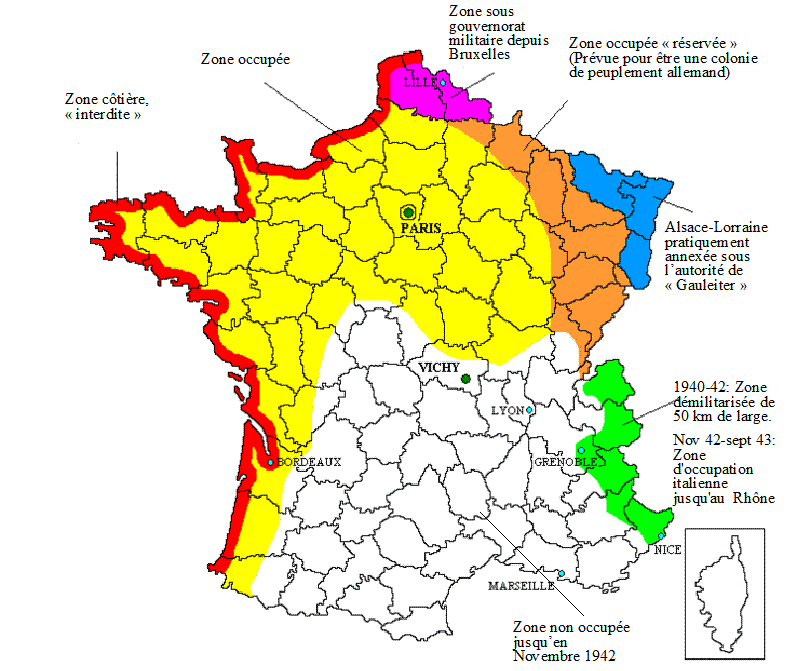
Mapa de la divisió francesa durant l'ocupació

El 17 de juny del 1940 l'exèrcit francès es va rendir als alemanys, que ocuparien França. Tanmateix, Occitània no fou ocupada directament pel Tercer Reich, i Bordeus fou durant un temps la seu del govern francès fugit de París. Després de l'armistici de Compiègne, que establí les zones d'ocupació, tota Occitània llevat la costa gascona formà part del territori posat sota el govern titella del mariscal Philippe Pétain, anomenat govern de Vichy perquè en va establir la seu a aquesta vila fronterera entre França i Occitània (Vichèi). Va rebre el suport i col·laboració tant del provençal Charles Maurras com del seu partit, Action Française, i l'alvernès Pierre Laval (1883-1945) en fou nomenat viceprimer ministre. Els occitanistes procatalans foren acusats de "vermells" (comunistes), i alguns foren empresonats. La major part del felibre oficial hi va col·laborar de bon grat, potser refiat de les paraules del mariscal a favor del "retorn a la regió", i des del 1940 també s'hi adheriren els occitanistes de Tolosa, i aprofitaren l'avinentesa per reclamar descentralització i ensenyament en occità. També van crear les Prefectures Regionals, conjunt de departaments amb àmplies competències en qüestió de proveïments, policia i propaganda, però controlats, això sí, per "addictes" al nou règim. Alhora, el 1940 nomenarien el bordelès Pèire-Loïs Berthaud (1899-1956) cap de premsa del Ministeri d'Informació, en què creà un centre permanent de defensa de la llengua d'oc, així com una oficina de premsa occitana, que tanmateix no arribaria a funcionar. Des d'ací ajudaria els catalanistes exiliats com Pompeu Fabra, i col·laboraria amb els occitanistes resistents Carles Camprós i Ismael Girard fins que fou enviat al camp de Dachau el 1944.

## Formació de l'occitanisme
El final de la guerra serà marcat a Occitània per un nacionalisme francès triomfant. Els occitanistes col·laboracionistes foren perseguits, i els resistents, sovint atacats tant pels gaullistes com pels comunistes. A Llemotges, fins i tot, hi ha resistència occitanista a les autoritats gaullistes, i el mateix De Gaulle viatjà a Tolosa per desarmar els maquis, que no volien lliurar les armes i pretenien ajudar els resistents republicans bascos i catalans.
En aquest context, el 24 d'abril del 1945 la SEO deixaria pas definitivament al nou Institut d'Estudis Occitans (IEO), amb seu a Tolosa, que editava les revistes Occitània i Annales de l'IEO, que vol promoure la cultura occitana i reivindica l'ensenyament de l'occità a l'escola, alhora que proposen una grafia unificada. D'aquesta manera, el 1952 Joan Bozet, amb l'ajut de Bec i Alibert, permetien que el gascó s'adaptés definitivament a la grafia occitana, malgrat l'oposició de l'Escolo Gaston Febus (ja el 1951 R. Lafont havia fet el mateix amb el provençal).
Aquesta nova generació occitanista va promoure el 1946 la creació de la revista L'Ase Negre, de caràcter cultural i en què participaren Lafont, Cubainas, Pèire Lagarda, Leon Còrdas, Max Roqueta i Fèlis Castanh, tots ells representants de diferents ideologies polítiques. Els esforços i presssions de l'IEO, així com de Pèire Loïs Berthaud, que ocupava aleshores el càrrec d'ambaixador francès a la UNESCO, conduirien el 1951 a l'aprovació per l'Assemblea Nacional de la Llei Deixonne d'onze de gener, que permetia l'ensenyament de les llengües no estatals en secundària i universitats.
Aviat fou posada en pràctica a Montpeller, però no fou millorada fins al 1966, i de fet no entraria en vigor a la totalitat del territori occità fins a l'aprovació de la llei Haby del 1975.

## El nacionalisme occità

Bandera nacionalista occitana

El nacionalisme occità és un moviment polític que reivindica la creació de l'estat d'Occitània independitzat de França. Reivindica bàsicament gran part del sud de l'estat francès, a més de Mònaco i alguns territoris de l'estat espanyol (la Vall d'Aran) i italià (Valls Occitanes), com a part de la nació occitana. El fonament del nacionalisme és lingüístic i cultural, encara que actualment l'occità és minoritari en tot el seu àmbit lingüístic.
El nacionalisme occità sorgeix com un sentiment de greuge de les zones del sud de França provocat per la reestructuració econòmica i energètica empresa pel gaullisme durant els anys 60, que hauria donat prioritat a les més pròsperes zones del nord. Posteriorment, a partir de 1968 es dona un ressorgiment cultural occità que, combinat amb la protesta econòmica, desemboca en la dècada dels 70 en una reivindicació nacionalista que considera que Occitània era una colònia interna de l'estat centralista francès.
L'esdevenir de la conjuntura econòmica internacional en les següents dècades desborda l'explicació del colonialisme intern i, com altres moviments nacionalistes tant de la resta de França com d'Europa, l'eix central de la reivindicació passa a ser la identitat cultural i el dret de les minories.
Durant els anys 80 el nacionalisme occità va retrocedir i anà perdent influència en la societat a causa bàsicament de la seva fragmentació en nombrosos partits i organitzacions de diferent ideologia, i a la seva incapacitat per poder articular un moviment que abastés un territori tan ampli (entre un terç i la meitat de l'estat francès) amb una realitat social molt heterogènia. A partir dels anys 90 el moviment polític occità podria qualificar-se de marginal. No obstant això, el nacionalisme occità ha guanyat influència, a partir de la creació de Libertat!

## La llengua i la cultura occitanes actualment

Bandera històrica d'Occitània, utilitzada extraoficialment en molts territoris occitans

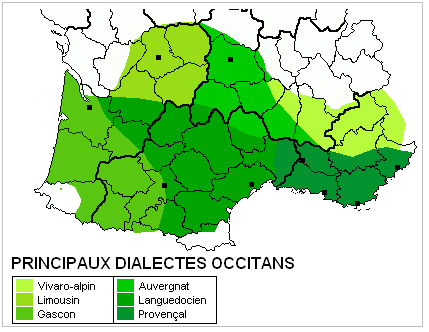
Els dialectes de l'occità

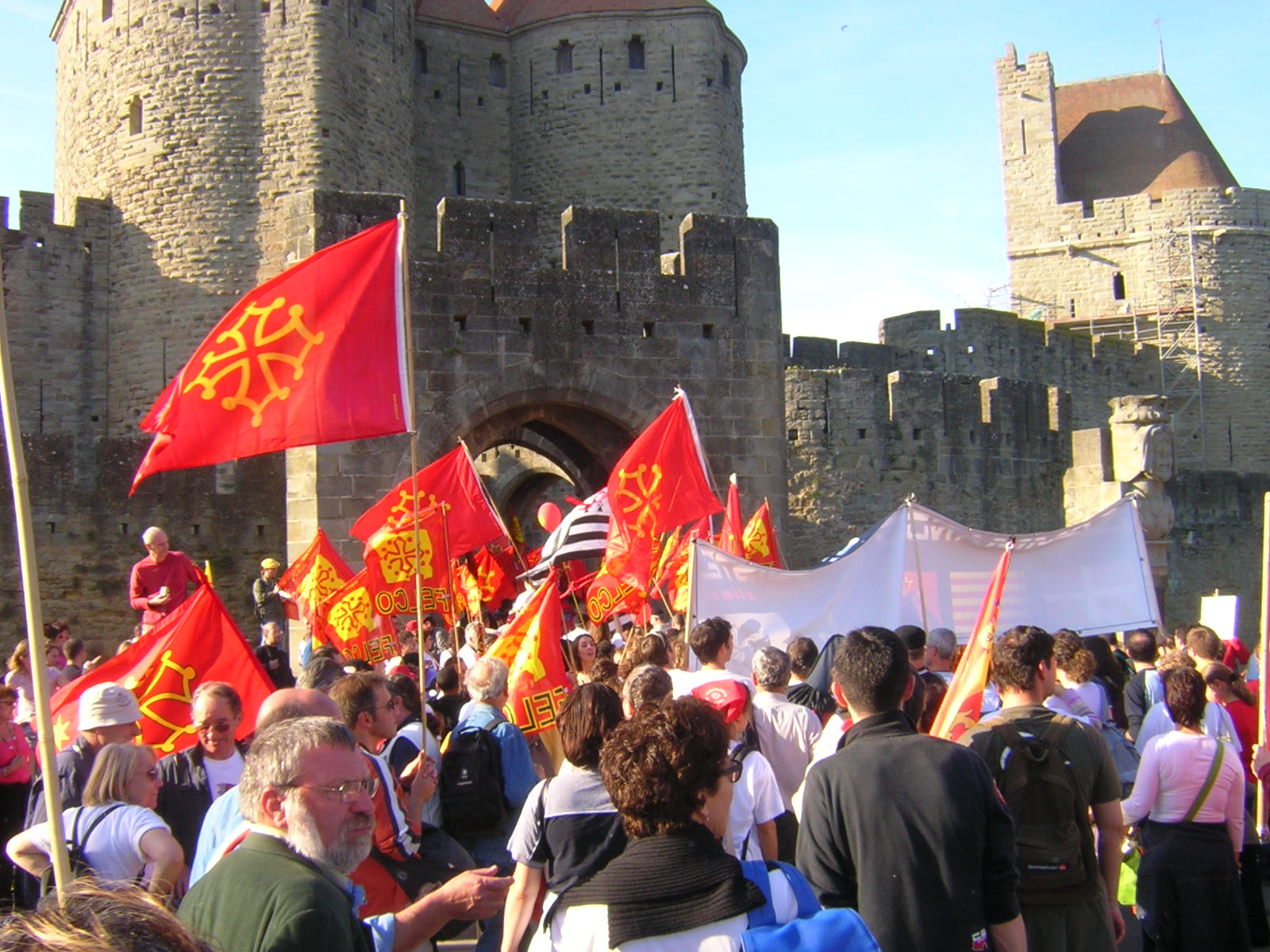
Manifestació occitanista a Carcassona el 2005

El 1976 l'IEO va promoure la Federacion de l'Ensenhament Occitan, que promovia l'aplicació de la llei Deixonne a tota Occitània, així com la revista Viure a l'escola, per tal de promoure l'ensenyament de l'occità en primària. Fins aleshores, només s'ensenyava tres hores setmanals facultatives (mercè el decret de 7 de setembre del 1971), i en batxillerat, la llengua i la cultura eren optatives. El 1978 es presentarien un total de 15.000 alumnes a les proves, i augmentarien a 16.500 el 1979. Tanmateix, els congresos de mestres celebrats a Narbona el 1978 i a Tula el 1980 denunciaren la mala disposició de les autoritats educatives sobre la matèria.
El 1980 aparegueren les primeres calandretas, escoles maternals o bressoles amb l'ensenyament totalment en occità. Les primeres funcionarien a Besiers, Pau i Tolosa, amb un centenar d'alumnes. El 1992 ja hi havia 30 calandretas a tot Occitània, amb 1.500 alumnes. El 1993 signarien un acord amb el ministre francès d'Educació, el gascó François Bayrou, que va fer un disccurs en occità a Pau, en què afirmaria que "s'ha acabat el temps de la vergonya".
Aquest fet, que donaria peu a la celebració l'octubre del 1994 del VIII Col·loqui de les Federacions de Llengües Regionals a l'Ensenyament Públic, convocada per Bairó i per la Federacion d'Ensenhants de Lenga e Cultura d'Oc (amb 250 assistents), i que donaren peu a un protocol signat per Bayrou i el president Lionel Jospin (llenguadocià) en què l'estat assumia el 50% de les despeses de les calandretes; el 27 de novembre del 1998 la ministra de Cultura, l'alsaciana Catherine Trautmann, visità Ortès i els prometé més ajuts als educadors i creadors en l'edició de llibres i discs, i que la Délegation Générale de la Langue Française també promocionaria les altres llengües de l'estat francès. Això els permetria obrir la primera escola per a infants majors d’11 anys, així com una escola de formació de mestres a Besiers. Es queixen, però, que l'estat triga a pagar.
D'altra banda, el 1982 s'obriren les primeres escoles bilingües experimentals, que es desenvoluparen a partir del 1990, amb uns mil alumnes. També hi havia col·legis que agafaven alumnes procedents de les escoles bilingües, però només amb cinc hores setmanals en occità (llengua, història i geografia); a la resta d'escoles, però, només hi ha una o dues hores a la setmana en occità, i no en totes. El 1992 es creà el Sindicat Occità de l'Educació (SOE).
Durant els anys 90 la possibilitat d'un cert suport institucional permet la creació del Centre Internacional de Documentació Occitana (CIDO) a Besiers, del Conservatòri Occitan de Tolosa, del Centre cultural de l'Abadia de Flavian (Gascunya), de la figura de l'encarregat de missió per a la llengua i cultura occitanes, del Gropament Independent per un Diccionari Informatisat de la Lenga Occitana (GIDILOC), la celebració el 1990 a Albi del Col·loqui d'Identitat culturala e Dinamisme Econòmic, i dels Centres Regionals d'Ensenhament Occitan (CREO) al marge del sistema públic, per a patrocinar les calandretas.
El tret de sortida, el donaria el Consell Regional del Llenguadoc-Rosselló el 1985, quan fou el primer a obrir una línia pressupostària dedicada específicament a fomentar l'occità i el català. També el 1991 farien la primera enquesta sobre la situació real de la llengua, en què mostrava que es trobava en perill però que encara no era morta. Aquest pressupost arribaria a 9 milions de francs el 1999 (230 milions de pta.) i a 6 milions a Migdia-Pirineus (153 milions de pta.).
L'abril del 1997 el Col·lectiu Auvernha-Velai-Borbonès va convocar una manifestació a Clarmont d'Alvèrnia per demanar més presència de la llengua a la televisió sota el lema Per l'occitan a la television. Mai de colors! El 1999 neix TV-OC, associació per estudiar la viabilitat d'una emissora de televisió que emeti en occità. També es produeix un cert interès per despertar les relacions catalanooccitanes. Endemés del CAOC, el 1994 es crea la Fundació Occitanocatalana, i ambdós planegen pel gener del 2000 el Primer Congrés Occitanocatalà.